# Батуийлс
„Батуийлс“ (на английски: Batwheels) е американски компютърно анимиран сериал за деца в предучилищна възраст, който се излъчва премиерно на 17 септември 2022 г. по HBO Max, и на 17 октомври 2022 г. по Cartoonito на Cartoon Network.

## Актьорски състав

### Батуийлс
- Джейкъб Бъртранд – Батмобилът[2]
- Джордан Рийд – Редбърд / Ред[2]
- Мадиган Качмар – Биби[2]
- Ноа Бентли – Бъф[2]
- Лилимар – Батуинг / Уинг[2]
- Кимбърли Брукс – Баткомпютърът[2]
- Мик Уингърт – М.О.Е.[2]

### Бат-семейството
- Итън Хоук – Брус Уейн / Батман[2]
- Ей Джей Хъдсън – Дюк Томас / Робин[2]
- Лий Люис – Касандра Кейн / Батгърл[2]
- Макелоуд Андрюс – Оливър Куийн / Зелената стрела[3]

### Злодеи
- Мик Уингърт – Жокера[4]
- Чанди Парех – Харли Куин[4]
- Джина Родригез – Селина Кайл / Жената-котка[4]
- Джес Харнел – Освалд Кабълпот / Пингвина[4]
- Реджи Дейвис – Виктор Фрийс / Мистър Фрийз[4]
- Сънгуън Чо – Едуард Нигма / Гатанката[4]
- Джеймс Арнолд Тейлър – Тоймен[4]
- Кейли Снайдър – Отровната Айви[3]

## В България
В България сериалът е излъчен премиерно по Cartoon Network на 18 февруари 2023 г. Също така се излъчва в стрийминг платформата „Ейч Би О Макс“. На 18 март същата година е преместен по Картунито.

### Нахсинхронен дублаж
| Роля                | Изпълнител              |
| ------------------- | ----------------------- |
| Бам                 | Велизар Емануилов       |
| Редбърд             | Петър Каменов           |
| Биби                | Поля Иванова            |
| Бъф                 | Радо Игнатов            |
| Батуинг             | Мина Зехирова           |
| Мо                  | Симеон Дамянов          |
| Батман              | Атанас Сребрев          |
| Робин               | Камен Асенов            |
| Батгърл             | Елена Грозданова        |
| Баткомпютър (Бе-Ка) | Елисавета Господинова   |
| Жокера              | Христо Димитров         |
| Харли Куин          | Цветелина Атанасова     |
| Отровната Айви      | Христина Стоянова       |
| Пингвина            | Явор Караиванов         |
| Гатанката           | Асен Кукушев            |
| Краш                | Александър Хаджиангелов |
| Айк                 | Марио Иванов            |

| Обработка           | студио „Про Филмс“ |
| ------------------- | ------------------ |
| Режисьор на дублажа | Симеон Дамянов     |